# 크리스틴 밀러

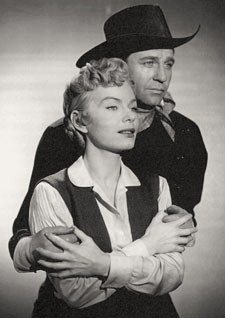

크리스틴 밀러(Kristine Miller, 1929년 4월 13일 ~ 2015년)는 미국의 배우, 텔레비전 배우, 영화배우이다.
부에노스아이레스에서 태어났으며 몬터레이에서 사망하였다. 사인은 질병이다.

## 영화
- 도나 리드 쇼 (1958년)
- 지상에서 영원으로 (1953년)
- 살인 전화 (1948년)